# Tadeusz Kostecki

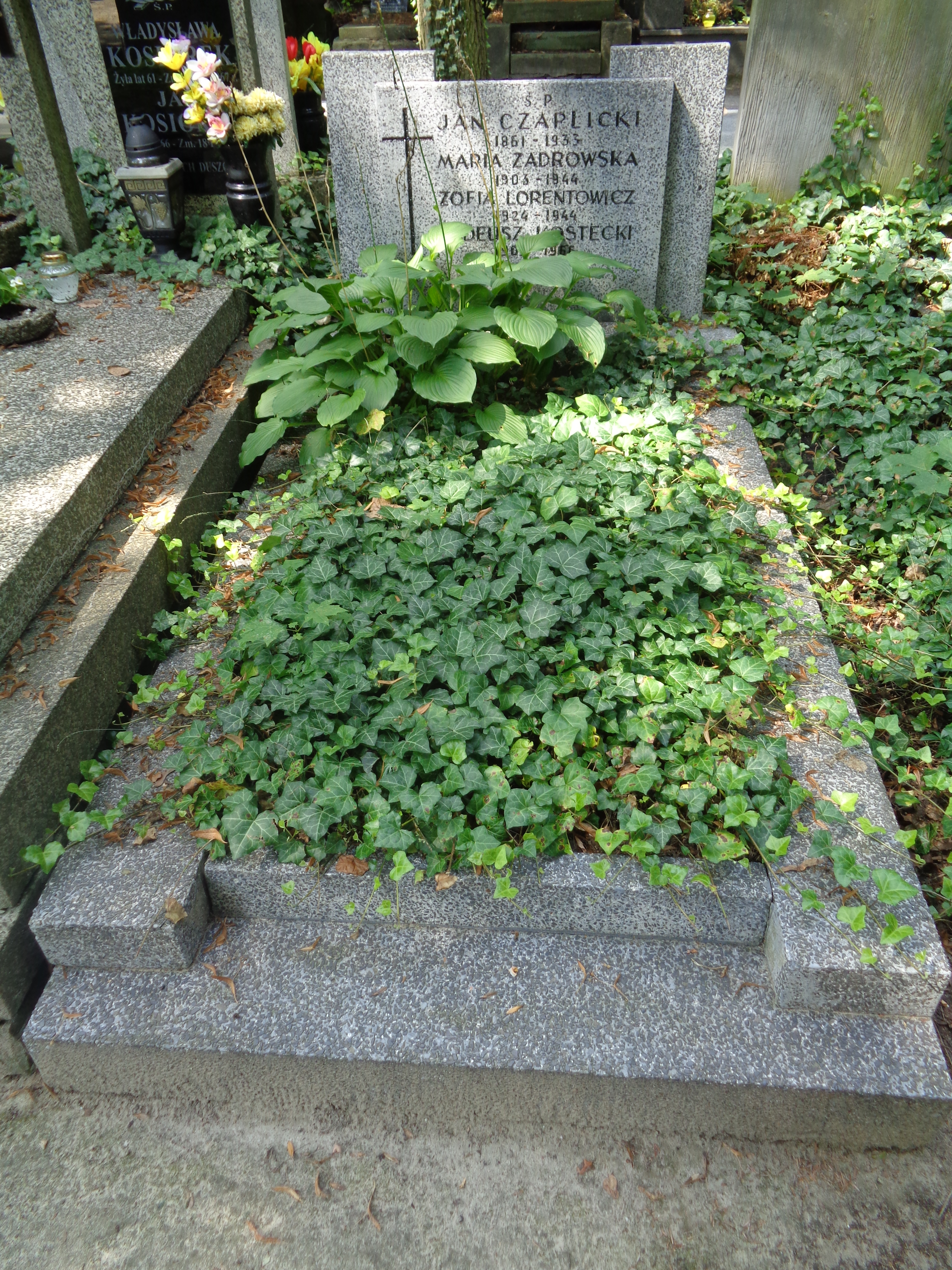
Grób pisarza na cmentarzu Powązkowskim w Warszawie

Tadeusz Kostecki (ur. 26 maja 1905 w Białej Podlaskiej, zm. 30 maja 1966 w Warszawie) – polski pisarz, autor powieści sensacyjnych, detektywistycznych i młodzieżowych. Publikował również pod pseudonimami: „Krystyn T. Wand”, „W.T. Christine” i „Tadeusz Kryswan”.

## Życiorys
Zadebiutował w 1938 publikując jako W.T. Christine powieści przygodowe utrzymane w konwencji westernu: Krwawy szlak pogranicza i Żółtodziób (w wydawnictwach zeszytowych). Trzy powieści powstałe w okresie okupacji (Droga mężczyzny, Plamy na słońcu i Sługa boży) zaginęły bezpowrotnie wskutek spłonięcia rękopisów podczas powstania warszawskiego. Po wojnie popularnością cieszyło się szereg jego powieści publikowanych w latach 40. przez wydawnictwa prywatne – m.in. osadzona w scenerii Alaski trylogia Wilk (1946) z postacią głównego bohatera Harry’ego Cossa (Kosa) – amerykańskiego detektywa polskiego pochodzenia.
W 1951 wszystkie jego utwory wydane pod pseudonimami zostały wycofane z polskich bibliotek oraz objęte cenzurą. Wydawnictwa państwowe dopiero od 1954 wydawnictwa zaczęły publikować jego powieści, poczytne zwłaszcza w latach pięćdziesiątych. Wśród nich ukazał się Zaułek mroków (1956), nietypowo ukazujący w pozytywnym świetle działania UB, nacechowane bohaterstwem walki z ówczesną przestępczością o wyraźnym tle politycznym. Tę i kilka innych powieści łączy postać doktora Jerzego Kostrzewy, początkowo oddanego pracownika UB, następnie oficera milicji, na koniec prywatnego detektywa. W 1988 przez Wydawnictwo „Epoka” została wznowiona trylogia Wilk.
W 1992 wrocławskie wydawnictwo „Enigma” wydało powieść Droga powrotna Płowego Jima jako Krwawe pogranicze, przypisując jej autorstwo Alistairowi MacLeanowi (rzekomo napisana w 1962 pod tytułem Bloody Borderland) – na tle ówczesnej popularności książek MacLeana wydawca wykorzystał wtedy niemal już zapomnianą powieść Kosteckiego (wydaną w 1946 i nigdy nie wznawianą), w której dokonał zmiany tytułu i autora.
Niektóre z powieści doczekały się wydania w wersji dźwiękowej.
Pochowany na cmentarzu Powązkowskim (kwatera 189-5-28).

## Twórczość

### Powieści detektywistyczne
- Waza z epoki Ming (także pt. Krwawym śladem), 1946
- Kaliber 6,35, 1947
- Dom cichej śmierci, 1947
- Zaułek mroków, 1956
- Kilka nocnych godzin, 1956
- Trująca mgła, 1957
- Zagadka jednej nocy, 1958
- Dziwna sprawa, 1959
- Maska śmierci, 1960
- Śmierć przyszła w południe, 1964 [w odcinkach]
- Smuga grozy, 2009
- W matni, 2013
- Trzy ziarnka żwiru, 2018

### Powieści sensacyjno-szpiegowskie
- W ostatniej chwili, 1954
- Cień na pokładzie, 1955
- Nocny desant, 1955

### TrylogiaWilk
- Wilk, 1946
- Białe piekło, 1946
- Cień Wilka, 1946

### Westerny
- Krwawy szlak pogranicza, 1938
- Żółtodziób, 1946
- Czerwony diabeł, 1939
- Kanion Słonej Rzeki, 1957
- Droga powrotna Płowego Jima, 1938
- Niesamowita farma, 1946

### Powieści dla młodzieży
- Powódź, 1954
- Przez morza nieznane, 1957
- Veragua, 1962

### Inne
- Dwie miłości, 1947